# Microrregión de Penedo
La Microrregión de Penedo es una de las seis microrregiones pertenecientes a la Mesorregión del Este Alagoano, en el estado de Alagoas. La microrregión se constituye por 5 (cinco) municipios siendo el principal de ellos el de Penedo.

## Municipios
- Feliz Deserto
- Igreja Nova
- Penedo
- Piaçabuçu
- Porto Real do Colégio

- Datos: Q2182258